# 布莱勒
布莱勒（法語：Blesle，法語發音：[blɛl]）是法国上卢瓦尔省的一个市镇，位于该省西北部，属于布里尤德区。

## 地理
布莱勒（45°19'8"N, 3°10'14"E）面积29.8 平方千米，位于法国奥弗涅-罗讷-阿尔卑斯大区上盧瓦爾省，该省份为法国中南部省份，北起多姆山省和卢瓦尔省，西接康塔爾省，南至洛泽尔省，东临阿尔代什省。
与布莱勒接壤的市镇（或旧市镇、城区）包括：欧里亚克莱格利斯、马西亚克、欧特拉克、埃斯帕朗、格勒尼耶-蒙贡、莱奥图万、圣艾蒂安叙布莱勒、托尔西亚克、阿普沙。

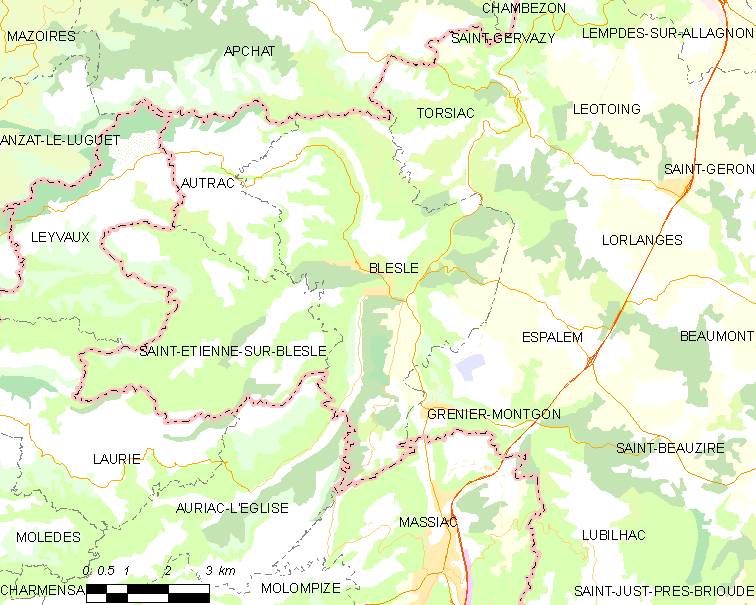
布莱勒的OSM定位图

布莱勒的时区为UTC+01:00、UTC+02:00（夏令时）。

## 行政
布莱勒的邮政编码为43450，INSEE市镇编码为43033。

## 政治
布莱勒所属的省级选区为圣弗洛里娜县。

## 人口

1962-2008年间布莱勒人口变化图示

布莱勒于2022年1月1日时的人口数量为618人。